# 比亞奧伊克 (亞利桑那州)
比亞奧伊克（英語：Pia Oik）是位於美國亞利桑那州皮馬縣的一個非建制地區。該地的面積和人口皆未知。

## 地理
比亞奧伊克的座標為31°56′48″N 112°32′31″W / 31.94667°N 112.54194°W，而該地的平均海拔高度為599米（即1965英尺）。